# クフシュタイン - インスブルック線
クフシュタイン - インスブルック線（ドイツ語;Bahnstrecke Kufstein–Innsbruck）は、オーストリア国鉄の鉄道線の名称である。路線番号は300。ドイツとイタリア、およびオーストリアとスイスを結ぶ幹線の一部をなしている。なお本頁では、ブレンナー線のオーストリア国内についても記載する。

## 概要
クーフシュタイン - インスブルク線は国境線からローゼンハイム-クーフシュタイン線を継承し、チロル州内でイン川に沿ってインスブルックまで続く。この路線はベルリン - パレルモ間のヨーロッパ鉄道軸の一部である。

## 歴史

### 北チロル帝国鉄道および南部鉄道
1851年6月21日にオーストリア帝国とバイエルン王国は条約を締結して、第2条と第12条により、オーストリアはこの路線を1856年3月1日まで、ザルツブルク - ブルック・アン・デア・ムル間を1858年3月1日まで建設する法的義務を取った。第6条と第7条により路盤は複線向けに確報され、軌間は4フィート8.5インチの標準軌と決められた。チロルとバイエルンの鉄道連結地点は第5条によりキーファーフェルデン近くのイン川左川辺と合議された。1853年4月29日にインスブルック - ヴェルグル間が、1854年8月16日にヴェルグル - クーフシュタイン間が国家予算で建設されるよう取り決められた。1855年に北チロル帝国鉄道（k.k. Nordtiroler Staatseisenbahn）が両区間の建設を開始した。
オーストリアの鉄道技術者カール・リッター・フォン・ゲーガは建設監督を務め、自分で現場を踏査して経路を直した。その結果、土手道の代わりにインスブルク高架橋が建設された。1856年4月21日に条約は新たに締結されて、建設期限は1858年10月1日に延期された。ビヒルヴァン鉄道橋（現在キルヒビヒルのイン川鉄道橋）は、本来なら石材アーチ橋として建設される予定であったが、洪水が突然発生して、3番目の橋脚が崩壊した。その結果、残った橋脚が活用されて、長さ45 mのトラス構造が配置された。この路線は1858年11月24日に開通された。その二ヶ月前、9月23日に南部鉄道会社（Südbahn-Gesellschaft）がこの路線と南チロルの鉄道路線の所有権を獲得した。

### オーストリア連邦鉄道
第一次世界大戦の終戦後、オーストリア共和国が樹立されて、南部鉄道所属の鉄道路線は1924年オーストリア連邦鉄道に組み入れられた。
オーストリア第一共和国時代に下イン谷線はインスブルック管理局に属していた。1938年オーストリア併合以後、この路線もドイツ国営鉄道に編入されて、ミュンヘン管理局に所属することとなった。1945年以後連邦鉄道は再建されて、この路線はインスブルック管理局所属に戻った。

### ÖBBグループ
2008年8月開通150周年記念行事がヴォルグルで行われた。線路容量の増大およびブレンネロ基底トンネルの建設準備の目的で高速新線がクンドル分岐点 - フリツェン＝ヴァテンス分岐点区間で建設され、2012年12月9日から列車が通行している。シュタンス区間では地上の在来線が、約5 kmほど、二つのトンネルの間に移設された。
2013年にインスブルック市内と近郊にチロルSバーン駅を新設する計画が発表された。2016年にハル・タウル駅の建設工事が始まって、2017年12月に終了した。インスブルック見本市駅の建設工事は2019年4月に開始されて、駅は2021年12月に開業された。2023年12月10日にランカンプフェン駅が高速新線工事の関係で廃止された。ただし代わりの新しい駅はラートフェルト - シャフテナウ間の複々線完工に伴って開業される予定である。
- 1858年11月24日; クーフシュタイン - インスブルク間開通。
- 1890年; ヴェルグル - インスブルク間複線化完了。
- 1939年; クーフシュタイン - ヴェルグル間複線化完了。
- 1945年2月16日; ハル・イン・チロル駅が爆弾攻撃によって完全に破壊される。
- 1945年2月22日; イェンバッハ貨物駅にアメリカの爆弾が投下される。
- 2007年12月9日; チロル運輸連合(Verkehrsverbund Tirol, VVT)のS1系統がこの路線に導入される。

## 運行形態
この路線ではチロル運輸連合 (Verkehrsverbund Tirol, VVT) の料金システムが適用されている。

### 寝台特急「ナイトジェット(NJ)」
下記5系統が、それぞれ一日1往復ずつ運行されている。2017年以前は、ユーロナイト(EN)として運行していた。概ね、東側はドイツ・オーストリア方面に、西側はスイス・イタリア方面に直通する。
- ウィーン - ザルツブルク - インスブルック - ブレゲンツ
クフシュタイン以東はドイツ鉄道950号線に、インスブルック以西は400号線に直通する。

- ザグレブ/グラーツ - ヴェルグル - インスブルック - チューリッヒ
ヴェルグル以東は200号線に、インスブルック以西は400号線に直通する。一部車両のみ、ユーロナイト(EN)の種別となっている。
2017年以前は、ザグレブ方面行に限り、300号線内の主要駅にも停車していた。

- ブダペスト/プラハ - ザルツブルク - インスブルック - チューリヒ
クフシュタイン以東はドイツ鉄道950号線に、インスブルック以西は400号線に直通する。一部車両のみ、ユーロナイト(EN)の種別となっている。

- ハンブルク/デュッセルドルフ - クフシュタイン - インスブルック
クフシュタイン以東はドイツ鉄道950号線に直通する。300号線内の主要駅にも停車する。
2016年末に運行を開始した。

- 過去の運行系統
  - ミュンヘン - クフシュタイン - ブレンネロ - ボローニャ
クフシュタイン以東はドイツ鉄道950号線に、ブレンネロ以南はイタリア鉄道50号線に直通していた。300号線内の主要駅にも停車していた。
2016年末に、フィラハ経由のルートに変更されたことにより運行休止。ただし2020年度にのみ運行していた。

### 超特急「レイルジェット・エクスプレス(rjx)」
- ウィーン - クフシュタイン - ブレゲンツ/チューリッヒ
1時間に1本の運行。クフシュタイン以東はドイツ鉄道950号線に、インスブルック以西は400号線に直通する。クフシュタインとイェンバッハは交互に半数ずつ停車し、主にチューリヒ発着便がクフシュタインに、ブレゲンツ発着便がイェンバッハに停車する。
2016年以前は、半数がチューリヒ/ブレゲンツ発着の速達型でザルツブルク - インスブルック間ノンストップ、半数がインスブルック発着で主要駅停車であった。また、2018年以前はレイルジェット(rj)の種別であった。

- ウィーン - クフシュタイン - ブレンネロ - ボルツァノ
一日1往復の運行。クフシュタイン以東はドイツ鉄道950号線に、ブレンネロ以南はイタリア鉄道50号線に直通する。インスブルック以東では、上記チューリヒ発着便に併結され、イェンバッハ通過、クフシュタイン停車となる。
2024年度に運行を開始した。

### 特急「レイルジェット(rj)」
下記2系統が運行される。
- リンツ → クフシュタイン → インスブルック → ブレゲンツ
西行のみ、一日1本の運行。クフシュタイン以東はドイツ鉄道950号線から直通する。インスブルック以西は400号線に直通する。クフシュタインを通過する。
2021年度は一日1.5往復の運行であった。2022,23年度は一日2往復だが、西行1本がインスブルック止まりであった。2024年度に、ほとんどがレイルジェット・エクスプレス(rjx)に格上げされ、西行片道1本の運行となった。

- チロル号：　ミュンヘン - クフシュタイン - インスブルック - フェルトキルヒ（アールベルク）
土曜日のみ、週1往復の運行。ただし、春季・秋季は運休する。クフシュタイン以東はドイツ鉄道950号線に、インスブルック以西は400号線に直通する。
2017年に運行を開始した。

### 特急「ヴェストバーン(west)」
- ウィーン - クフシュタイン - インスブルック - ブレゲンツ
一日1往復の運行。クフシュタイン以東はドイツ鉄道950号線に、インスブルック以西は400号線に直通する。
2023年12月に運行を開始した。

- ウィーン - クフシュタイン - インスブルック
一日4往復の運行。クフシュタイン以東はドイツ鉄道950号線に直通する。
2022年12月に運行を開始した[14]。当初は一日3往復の運行であったが、2023年6月より一日4往復に、9月より5往復増発された[15]。12月より、1往復がブレゲンツまで延伸となり、インスブルック止まりは4往復となった。

### 特急「ユーロシティ(EC)」
下記2系統が運行している。
- ミュンヘン - クフシュタイン - ブレンネロ - ヴェローナ/ボローニャ/ヴェネツィア
2時間に1本の運行。クフシュタイン以東はドイツ鉄道950号線に、ブレンネロ以南はイタリア鉄道50号線に直通する。2024年4月より一日3往復が、2024年10月より全便がレイルジェット(rj)に置き換わる予定。

- トランサルピン号：　グラーツ - ヴェルグル - インスブルック - チューリッヒ
一日1往復の運行。ヴェルグル以東は200号線に、インスブルック以西は400号線に直通する。

### 特急「インターシティ・エクスプレス(ICE)」
- グロスグロックナー号：　シュヴァルツァハ/ツェル - ヴェルグル - クフシュタイン - ミュンヘン/ハンブルク/フレンスブルク　【冬季・夏季の金・土・日のみ運行】
季節限定で、金・土曜日のシュヴァーツァハ行、土・日曜日のドイツ方面行のみ運行する。夏は愛称無しになる。ヴェルグル以南は201号線に直通する。クフシュタイン - ヴェルグル間ノンストップ。
2018年以前は、インターシティ(IC)として運行していた。

- スキーエクスプレス・チロル号：　ハンブルク/ミュンヘン - クフシュタイン - インスブルック - ザンクトアントン　【夏季・冬季の土曜日運行】
夏季・冬季限定で、土曜日に限り運行。冬季は一日2往復、夏季は一日1往復となる。クフシュタイン以東はドイツ鉄道950号線に、インスブルック以西は400号線に直通する。停車駅はユーロシティと同じ。
過去の運行形態
2016年以前は、ドイツ方面 - インスブルック間に一日1往復運行していた。
2016年末にミュンヘン以北に短縮され、300号線内には乗り入れなくなった。
2021年度に、ドイツ方面 - インスブルック間で、冬季の土曜日に一日1往復の運行を開始した。夏季にも、愛称無しの列車として、土曜日に一日1往復、金曜日に南行片道1本運行していた。金曜日の列車は秋季も運行していた。
2022年度に、冬季の列車はランデックまで延伸の上一日2往復に増発された。一方、夏・秋は運休となった。
2023年度より、夏季の土曜日に一日2往復の運行を開始した。
2024年度より、夏季の土曜日は一日1往復に減便となった。

- ヴィルダー・カイザー号：　ハンブルク - クフシュタイン - インスブルック
一日1往復の運行。クフシュタイン以東はドイツ鉄道950号線に直通する。停車駅はユーロシティと同じ。
過去の運行形態
2016年以前は、ドイツ方面 - インスブルック間に一日1往復運行していた。
2016年末にミュンヘン以北に短縮され、300号線内には乗り入れなくなった。
2023年度に、週末限定で運行を再開した。金・土曜日に西行が、土・日曜日に東行が、一日1本ずつ運行する様になった。
2024年度より、一日1往復の運行となった。

### 特急「インターシティ(IC)」
下記3つの系統に分かれる。
- ハーネンカム号：　グラーツ - ヴェルグル - インスブルック
一日1往復の運行。ヴェルグル以東は201号線に直通する。インスブルックで、400号線ブレゲンツ方面レイルジェット(RJ)と接続する。

- 過去の運行系統
  - ヴェターシュタイン号：　インスブルック - クフシュタイン - ドルトムント　【年4日運行】
2020年以前は、冬季の土曜日に一日1往復運行していた。
2021年度は、年4日限定で、北行の片道1本のみ運行していた。
2021年度限りで休止。
  - ウィーン - クフシュタイン - インスブルック - ブレゲンツ
2016年以前、一日1往復運行していた。レイルジェット(RJ)と合わせて、1時間間隔のダイヤとなっていた。クフシュタイン以東はドイツ鉄道950号線に、インスブルック以西は400号線に直通していた。

### 特別快速「シティジェットエクスプレス(cjx)」
- cjx1系統：　クフシュタイン - インスブルック
2時間に1本の運行。
2022年度に運行を開始した。当初は、平日限定で一日2往復のみが系統番号無しで運行し、特急(EC)停車駅（＋西行のみブリクスレグ）に停車していたが、2024年度よりほかの特別快速と停車駅が統一された。

### 快速「レギオナルエクスプレス(REX)」
下記3つの系統に分かれる。かつてはブリクスレクやシュヴァツなどを通過する列車も運行していたが、2022年度以降は特別快速として運行している。
- REX2系統：　クフシュタイン - インスブルック
1時間に1本の運行。
過去の運行形態
2021年度以前は、2時間に1本運行していた。インスブルック以南は普通(S3)として運行し、クフシュタイン - ブレンネロの区間で運行していた。またラッテンベルク、ミュンスターを全列車が、シャフテナウ、ランクカンプフェンを大部分が、キルヒビヒル、ハル、ルムを一部が通過していた他、フリッツェンス停車の列車もあった。
2022年度以降、cjx1系統と、201号線直通列車に置き換えられ、朝と深夜のみの運行となった。
2024年度より大幅に増発され、毎時1本の運行となった。また、クフシュタイン - インスブルックに運行区間が短縮された他、イェンバッハ以北は各駅停車、イェンバッハ以南の停車駅も統一された。

- REX2系統：　(ホホフィルツェン - ) ヴェルグル - インスブルック - ブレンネロ
1時間に1本の運行。ヴェルグル以東は普通(S8)として201号線に直通し、インスブルック以南は普通(S3)として運行される。
過去の運行形態
2020年以前は、ヴェルグル - ブレンネロ間に、平日のみ2時間に1本の運行であった。インスブルック以南は普通(S3)として運行していた。ラッテンベルク、ミュンスターを全列車が、クンドルとルムを一部の列車が通過する一方、フリッツェンス停車の列車もあった。
2021年度より、ヴェルグル以東への直通を開始した。ヴェルグル以東は普通(S8)に種別変更される形となった。
2022年度より、平日は1時間に1本、休日は2時間に1本に増発された。
2024年度より、平日・休日とも1時間に1本の運行となった。また、インスブルック以南の運行が取りやめられ、イェンバッハ以北は各駅停車、イェンバッハ以南の停車駅も統一された。

- インスブルック - ブレンネロ - ボルツァーノ/メラノ
一日2往復の運行。ブレンネロ以南はイタリア鉄道50号線に直通する。なお、イタリア国内では各駅に停車する。南行はザンクトヨードクとグリースに停車する。
過去の運行形態
2020年冬以前は、全列車ザンクトヨードクとグリースを通過していた。ザンクトヨードクは2020年春に、南行1本のみ停車駅に追加された。
2020年末に、南行1本の停車駅にグリースが追加された。
2022年度以降、南行全列車がザンクトヨードクとグリース停車となった。

### 普通「Sバーン(S)」
下記4つの系統に分かれる（一部例外あり）。ハル～インスブルック間は、下記S4-S5の系統が運行され、平日は15分間隔での運行となる。系統番号はインスブルックを境に切り替わる。
- S3系統：　(フェルス - )インスブルック - ブレンネロ
1時間に1本の運行。平日一日1往復に限り、インスブルック以北でフェルスまで直通する。
2020年以前はS4系統を名乗っていた。2023年度以前は、インスブルック以北で快速に種別変更され、ホホフィルツェンまたはクフシュタイン発着であった。

- S3系統：　インスブルック - シュタイナハ
1時間に1本の運行。
過去の運行形態
2020年以前、平日がハル - シュタイナハ間の運行で、ハル・タウアーを通過していた。休日は運休していた。
2021年度より、インスブルック以北で系統番号をS5に変更する様になった。
2023年度より、インスブルック以北の運行が取りやめられ、増発された快速(REX2)に置き換えられた。また、休日の運行を開始した。

- S4系統：　(クフシュタイン - ) イェンバッハ - インスブルック - テルフス・プファッフェンホフェン
1時間に1本の運行。インスブルック以西は400号線に直通する。イェンバッハ以東は早朝と深夜のみ運行する。
2020年以前はS1系統を名乗っていた。2023年度以前はほとんどの列車がクフシュタインまで運行していたが、2024年度より早朝・深夜を除きイェンバッハ以東が快速(REX2)に置き換えられた。

- S4系統：　イェンバッハ - インスブルック - エツタル
1時間に1本の運行。インスブルック以西は400号線に直通する。
2020年以前はS2系統を、2021-23年度はS5系統を名乗っていた。2021年春以前は平日・土曜日のみの運行であった。

- 過去の運行形態
  - S3系統：　ザールフェルデン → ヴェルグル → インスブルック → シュタイナハ　【平日運行】
平日のみ、一日、片道1本のみ運行していた。ヴェルグル以東はS8系統として運行していた。
2021年度より、インスブルック以西に限り系統番号がS4となった。
2024年度より運行していない。

### かつての運行種別
- 特急「シュネルツーク(D)」
  - インスブルック → ヴェアグル　【金曜運行】
金曜のみ、週に片道1本のみ運行していた。途中ノンストップで運行していた。2022年度限りで休止。

## 駅一覧
- 種別
  - EN：寝台特急「ユーロナイト」
  - rjx：超特急「レイルジェット・エクスプレス」
  - rj：超特急「レイルジェット」
  - WE：超特急「ヴェストバーン」
  - EC：特急「ユーロシティ」
  - IC：特急「インターシティ」
  - cjx：快速「シティジェットエクスプレス」
  - REX：快速「レギオナルエクスプレス」
  - S：普通「Sバーン」
- 停車駅
  - ■印：全列車停車
  - ●印：一部通過
  - ◐、◑印：半数停車
  - ○印：一部停車
  - ｜印：全列車通過

| 路線名 | 駅名                                       | 駅間営業キロ | 累計営業キロ     | 累計営業キロ             | NJ | rjx | rj | WE | IC | EC | IC | cjx | REX | S | 接続路線                                                   | 所在地                               | 所在地                   |
| ------ | ------------------------------------------ | ------------ | ---------------- | ------------------------ | -- | --- | -- | -- | -- | -- | -- | --- | --- | - | ---------------------------------------------------------- | ------------------------------------ | ------------------------ |
| 300    | クーフシュタイン駅                         | -            | 独墺国境から 2.3 | クーフシュタインから 0.0 | ○  | ◐   | ●  | ■  | ■  | ■  | ■  | ■   | ■   | ■ | ドイツ鉄道950号線（ウィーン方面）                          | チロル州                             | クーフシュタイン郡       |
| 300    | シャフテナウ駅                             | 4.3          | 6.6              | 4.3                      | ｜ | ｜  | ｜ | ｜ | ｜ | ｜ | ｜ | ■   | ■   | ■ |                                                            | チロル州                             | クーフシュタイン郡       |
| 300    | ランクカンプフェン駅                       | 1.9          | 8.5              | 6.2                      | ｜ | ｜  | ｜ | ｜ | ｜ | ｜ | ｜ | ｜  | ■   | ■ |                                                            | チロル州                             | クーフシュタイン郡       |
| 300    | キルヒビヒル駅                             | 3.4          | 11.9             | 9.6                      | ｜ | ｜  | ｜ | ｜ | ｜ | ｜ | ｜ | ｜  | ■   | ■ |                                                            | チロル州                             | クーフシュタイン郡       |
| 300    | ヴェルグル本駅                             | 4.1          | 16.0             | 13.7                     | ○  | ■   | ■  | ■  | ■  | ■  | ■  | ■   | ■   | ■ | 201号線（ホホフィルツェン方面）                            | チロル州                             | クーフシュタイン郡       |
| 300    | クンドル駅                                 | 6.3          | 22.3             | 20.0                     | ｜ | ｜  | ｜ | ｜ | ｜ | ｜ | ｜ | ｜  | ■   | ■ |                                                            | チロル州                             | クーフシュタイン郡       |
| 300    | ラッテンベルク・クラムサハ駅               | 7.7          | 30.0             | 27.7                     | ｜ | ｜  | ｜ | ｜ | ｜ | ｜ | ｜ | ｜  | ■   | ■ |                                                            | チロル州                             | クーフシュタイン郡       |
| 300    | ブリクスレク駅                             | 1.3          | 31.3             | 29.0                     | ｜ | ｜  | ｜ | ｜ | ｜ | ｜ | ｜ | ｜  | ■   | ■ |                                                            | チロル州                             | クーフシュタイン郡       |
| 300    | ミュンスター・ヴィージンク駅               | 5.9          | 37.2             | 34.9                     | ｜ | ｜  | ｜ | ｜ | ｜ | ｜ | ｜ | ｜  | ■   | ■ |                                                            | チロル州                             | シュヴァーツ郡           |
| 300    | イェンバッハ駅                             | 3.7          | 40.9             | 38.6                     | ○  | ◑   | ■  | ｜ | ■  | ■  | ■  | ■   | ■   | ■ | 310号線（マイアホフェン方面）                              | チロル州                             | シュヴァーツ郡           |
| 300    | シュタンス駅                               | 4.8          | 45.7             | 43.4                     | ｜ | ｜  | ｜ | ｜ | ｜ | ｜ | ｜ | ｜  | ｜  | ■ |                                                            | チロル州                             | シュヴァーツ郡           |
| 300    | シュヴァツ駅                               | 2.7          | 48.4             | 46.1                     | ｜ | ｜  | ｜ | ｜ | ｜ | ｜ | ｜ | ｜  | ■   | ■ |                                                            | チロル州                             | シュヴァーツ郡           |
| 300    | ピル・フォンパーバッハ駅                   | 3.3          | 51.7             | 49.4                     | ｜ | ｜  | ｜ | ｜ | ｜ | ｜ | ｜ | ｜  | ｜  | ■ |                                                            | チロル州                             | シュヴァーツ郡           |
| 300    | テアフェンス・ヴェーア駅                   | 3.5          | 55.2             | 52.9                     | ｜ | ｜  | ｜ | ｜ | ｜ | ｜ | ｜ | ｜  | ｜  | ■ |                                                            | チロル州                             | シュヴァーツ郡           |
| 300    | フリッツェンス・ヴァッテンス駅             | 3.9          | 59.1             | 56.8                     | ｜ | ｜  | ｜ | ｜ | ｜ | ｜ | ｜ | ｜  | ｜  | ■ |                                                            | チロル州                             | インスブルック＝ラント郡 |
| 300    | フォルダース・バウムキルヒェン駅           | 2.2          | 61.3             | 59.0                     | ｜ | ｜  | ｜ | ｜ | ｜ | ｜ | ｜ | ｜  | ｜  | ■ |                                                            | チロル州                             | インスブルック＝ラント郡 |
| 300    | ハル・イン・チロル駅                       | 5.3          | 66.6             | 64.3                     | ｜ | ｜  | ｜ | ｜ | ｜ | ｜ | ｜ | ｜  | ■   | ■ |                                                            | チロル州                             | インスブルック＝ラント郡 |
| 300    | ハル・タウアー駅(*1)                       | 2.1          | 68.7             | 66.4                     | ｜ | ｜  | ｜ | ｜ | ｜ | ｜ | ｜ | ｜  | ｜  | ● |                                                            | チロル州                             | インスブルック＝ラント郡 |
| 300    | ルム駅                                     | 1.4          | 70.1             | 67.8                     | ｜ | ｜  | ｜ | ｜ | ｜ | ｜ | ｜ | ■   | ■   | ■ |                                                            | チロル州                             | インスブルック＝ラント郡 |
| 300    | インスブルック・メッセ駅(*2)               | 3.9          | 74.0             | 71.7                     | ｜ | ｜  | ｜ | ｜ | ｜ | ｜ | ｜ | ■   | ■   | ■ |                                                            | チロル州                             | インスブルック市         |
| 300    | インスブルック中央駅                       | 1.1          | 75.1             | 72.8                     | ■  | ■   | ■  | ■  | ■  | ■  | ■  | ■   | ■   | ■ | 400号線（フェルトキルヒ方面）、410号線（ゼーフェルト方面） | チロル州                             | インスブルック市         |
| 300    | ウンターベルク・シュテファンスブリュッケ駅 | 6.2          | 81.3             | 79.0                     |    | ｜  | ｜ |    |    | ｜ |    |     | ｜  | ○ |                                                            | チロル州                             | インスブルック市         |
| 300    | パチュ駅                                   | 3.4          | 84.7             | 82.4                     |    | ｜  | ｜ |    |    | ｜ |    |     | ｜  | ○ |                                                            | チロル州                             | インスブルック＝ラント郡 |
| 300    | マートライ駅                               | 8.6          | 93.3             | 91.0                     |    | ｜  | ｜ |    |    | ｜ |    |     | ■   | ■ |                                                            | チロル州                             | インスブルック＝ラント郡 |
| 300    | シュタイナハ・イン・チロル駅               | 4.6          | 97.9             | 95.6                     |    | ｜  | ｜ |    |    | ｜ |    |     | ■   | ■ |                                                            | チロル州                             | インスブルック＝ラント郡 |
| 300    | ザンクト・ヨードク駅                       | 4.0          | 101.9            | 99.6                     |    | ｜  | ｜ |    |    | ｜ |    |     | ○   | ■ |                                                            | チロル州                             | インスブルック＝ラント郡 |
| 300    | グリース駅                                 | 4.8          | 106.7            | 104.4                    |    | ｜  | ｜ |    |    | ｜ |    |     | ○   | ■ |                                                            | チロル州                             | インスブルック＝ラント郡 |
| 50     | ブレンネロ駅                               | 5.6          | 112.3            | 110.0                    |    | ■   | ■  |    |    | ■  |    |     | ■   | ■ | イタリア鉄道50号線（ヴェローナ方面）                       | トレンティーノ＝アルト・アディジェ州 | ボルツァーノ自治県       |

(*1): 2017年12月開業。
(*2): 2021年12月開業。